# Diphyrama singularis
Diphyrama singularis là một loài bọ cánh cứng trong họ Cerambycidae.